# Krasj
Krasj er en dansk oplysningsfilm fra 2004, der er skrevet og instrueret af Jonathan Herrik og Anders Budtz Jørgensen.

## Handling
Den korteste vej mellem to punkter er den rette linje - eller i Kenya er det måske en matatu. Matatuer er minibusser, en væsentlig del af det offentlige transportsystem i Kenya. De myldrer rundt i hovedstaden Nairobi mellem de vigtige handelsområder, arbejdspladser og boligområder. En akrobatisk konduktør hænger på siden af matatuen for at kapre kunder. Folk står på og af i et væk under turen, og konduktøren kravler rundt for indkræve penge for turen. Det er en livsstil at være matatu-chauffør, men det kan også koste livet i det hæsblæsende tempo. Og man skal passe på fodgængere.